# The Unknown (1927)
The Unknown (bra: O Monstro do Circo; prt: O Homem sem Braços) é um filme mudo estadunidense de 1927, dos gêneros terror e drama, dirigido por Tod Browning, estrelado por Lon Chaney, e co-estrelado por Norman Kerry e Joan Crawford.

## Sinopse
Alonzo (Lon Chaney) é um atirador de facas em um circo, e faz muito sucesso por não ter os braços, e usar os pés para fazer suas façanhas. Ele se apaixona por Nanon (Joan Crawford), sua assistente que não suporta ser envolvida pelos braços de outro homem, o que é uma vantagem de Alonzo em cima de seu rival, Malabar (Norman Kerry). Entretanto, Antonio (Nick De Ruiz), o pai de Nanon, se enfurece quando descobre um grave segredo do homem sem braços. Para esconder o segredo e também preservar o amor que sente pela assistente, Alonzo comete atos que vão destruir a vida de todos os envolvidos.

## Elenco
- Lon Chaney como Alonzo, o homem sem braços
- Norman Kerry como Malabar, o poderoso
- Joan Crawford como Nanon Zanzi (Estrellita no roteiro original)
- Nick De Ruiz como Antonio Zanzi, o pai de Nanon
- John George como Cojo, o anão
- Frank Lanning como Costra
- Polly Moran como Senhoria (cenas deletadas)
- Bobbie Mack como Cigano (cenas deletadas)
- Louise Emmons como Cigana (não-creditada)
- Billy Seay como Pequeno Lobo (não-creditado)
- John St. Polis como Cirurgião (não-creditado)
- Tom Amandares como Cigano
- Paul Dismuki como Dublê de Chaney (não-creditado)

## Produção
"Aquele That Unknown (1927) foi feito nas fronteiras da MGM, mas foi uma era de limites exploratórios, mesmo nos grandes estúdios..."

Alfred Eaker, 2016
A gênese de Browning para a história surgiu de sua reflexão sobre um indivíduo que sofre amputação múltipla de membros e suas dramáticas repercussões pessoais. Browning descreve esse processo começando com o espetáculo traumático de desfiguração, em vez do enredo:
"A história se escreve depois que eu concebo os personagens. The Unknown veio a mim depois que tive a ideia de um homem [Alonzo] sem braços. Então me perguntei quais são as situações e ações mais surpreendentes que um homem reduzido assim poderia estar envolvido..."
O ator e colaborador Chaney desenvolveu sua caracterização de Alonzo na mesma premissa: "Eu consegui parecer um homem sem braços, não apenas para chocar e horrorizar você, mas meramente para trazer para a tela uma história dramática de um homem sem braços".
A Metro-Goldwyn-Mayer originalmente tentou unir a nova estrela sueca Greta Garbo com Chaney, "o homem de mil faces" que emergia como a maior bilheteria do estúdio em 1927, mas o papel principal feminino foi para a jovem Joan Crawford, outra estrela da MGM.
Chaney fez cenas colaborativas com o dublê Paul Dismuki, que realmente não possuía braços, e cujas pernas e pés foram usados para manipular objetos – como facas e cigarros – enquanto a parte superior do corpo e o rosto de Chaney apareciam.
No roteiro original, Alonzo assassina o médico e Cojo com a finalidade de eliminar todas as testemunhas antes de retornar para buscar Nanon, mas essas cenas nunca chegaram à impressão final do filme.

## Recepção
O filme foi divulgado com o slogan: "Um suspense de mistério soberbo, incomum e surpreendente, mesmo para um filme de Chaney. Lon como 'O Desconhecido' come, bebe, atira com um rifle e se veste com os pés. Não perca este espetáculo surpreendente!"
"The Unknown" é amplamente considerado como a mais notável das colaborações de Browning e Chaney, e uma obra-prima do final da era do cinema mudo. O crítico Scott Brogan considera o filme digno de ser considerado cult.
É considerada a mais original e perturbadora das oito colaborações entre Browning e Chaney na Metro-Goldwyn-Mayer. A representação de Chaney do personagem Alonzo e a horrível automutilação que ele sofre para conquistar o amor de Nanon é uma reminiscência do teatro do Grand Guignol.
O historiador de cinema Ken Hanke considera o filme em muitos aspectos o melhor dos filmes de Browning com Lon Chaney. Burt Lancaster disse que a interpretação de Chaney no filme apresentou "uma das cenas mais convincentes e emocionalmente exaustivas que já vi um ator fazer" (referindo-se à cena em que Chaney percebe que cortou os braços em vão.)
O filme está listado no livro "1001 Filmes para Ver antes de Morrer", que afirmou: "Tirando uma performance notável e assustadora de Chaney, e preenchendo o enredo com reviravoltas e personagens inesquecíveis, Browning aqui cria uma obra-prima arrepiante de drama psicológico (e psicossexual)".
"Não há como negar o fato de que esta história é um melodrama excepcionalmente tenso que prende o interesse e fascina o espectador, mas é decididamente horripilante. O grande número de seguidores de Chaney, no entanto, foi educado para esperar que ele desempenhasse tais funções e, certamente, ele nunca teve um desempenho melhor. A maneira como ele é mostrado usando os pés como as pessoas normais fazem com as mãos é notavelmente bem feita e suas expressões faciais são maravilhosas – ele não usa nenhuma maquiagem excêntrica neste papel." — Moving Picture World.
Mordaunt Hall, em sua crítica para o The New York Times, disse: "Embora tenha força e, sem dúvida, sustente o interesse, The Unknown ... é tudo menos uma história agradável. É horrível e às vezes chocante, e o personagem principal se deteriora de um indivíduo mais ou menos simpático para um arqui-demônio ... O Sr. Chaney realmente dá uma ideia maravilhosa da Maravilha Sem Braços, pois para atuar neste filme ele aprendeu a usar os pés como mãos ao comer, beber e fumar. Ele até coça a cabeça com o dedo do pé ao meditar".
A Variety escreveu: "Um bom filme de Chaney que poderia ter sido ótimo. Chaney e suas caracterizações convidam a histórias que têm poder por trás delas. Toda vez que Browning pensa em Chaney, ele provavelmente procura uma máquina de escrever e diz 'vamos deixá-lo horrível'".

### Bilheteria
De acordo com os registros da Metro-Goldwyn-Mayer, o filme arrecadou US$ 578.000 nacionalmente e US$ 269.000 no exterior, totalizando US$ 847.000 mundialmente. O retorno lucrativo da produção foi de US$ 630.000.

## Restauração

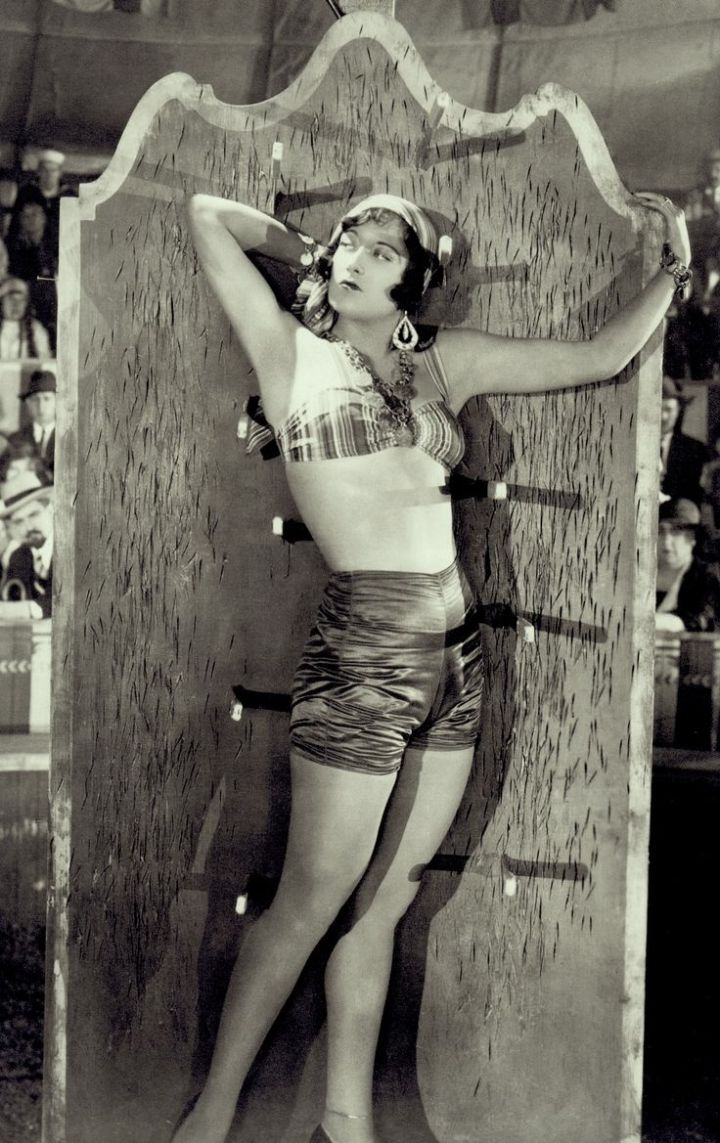
Joan Crawford como Nanon.

O filme foi considerado perdido por muitos anos, até que uma cópia de 35 mm foi localizada na Cinémathèque Française, em 1968. Em 1973, em uma palestra proferida na George Eastman House, o diretor da Cinémathèque Française, Henri Langlois, disse que a demora em encontrar a cópia de "The Unknown" ocorreu porque eles tinham centenas de latas de filme marcadas como l'inconnu (Francês para "Desconhecido") em sua coleção. Várias cenas iniciais estavam faltando, mas não afetaram a continuidade da história. O filme redescoberto tinha uma duração de 49 minutos. Em 2022, uma nova restauração do filme pela George Eastman House estreou no Le Giornate del Cinema Muto, com um tempo de execução de 60 minutos. A versão exibida foi prolongada com arquivos de uma impressão de nitrato recém-descoberta na Checoslováquia, que continha todas as cenas que faltavam na impressão anterior. As cenas restauradas incluem: a abertura original de um menino observando a tenda de circo de uma torre de igreja, com seu pai ou avô dando a ele uma moeda para que ele possa pagar sua entrada no circo; reações do público durante o show de Alonzo; a briga entre Alonzo e Costra após o show; e uma cena de uma velha cartomante avisando Nanon de que algo terrível vai acontecer.

### Trilha sonora
Em 1994, o compositor e músico galês John Cale escreveu uma trilha sonora para acompanhar o filme, e depois a apresentou ao vivo para uma exibição no Le Giornate del Cinema Muto. Uma apresentação posterior foi lançada como um álbum.